# Dryopteris remotissima
Dryopteris remotissima är en träjonväxtart som först beskrevs av Christ, och fick sitt nu gällande namn av Gen'ichi Koidzumi. Dryopteris remotissima ingår i släktet Dryopteris och familjen Dryopteridaceae. Inga underarter finns listade.